# Batalha de Erez
A batalha de Erez (em armênio: Երեզի ճակատամարտ) foi uma batalha do século V travada entre as tropas do rebelde armênio Vaanes I e o exército do Império Sassânida liderado por Sapor Mirranes que estava estacionado próximo de Erez, em Asmúnia. A batalha terminou com uma vitória armênia completa.

## Contexto

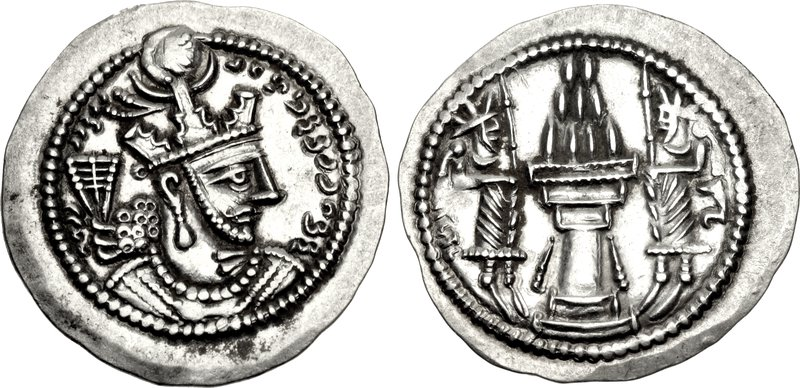
Dracma de r.

Após 387, o Reino da Armênia foi dividido em duas zonas de influência, a bizantina e a persa. Além disso, em 428, o último rei arsácida, Artaxias IV (r. 423-428), foi deposto pelo xainxá Vararanes V (r. 420–438) a pedido dos nacarares, inaugurando o Marzobanato da Armênia. Muito rapidamente, os armênios desiludiram: em 449, Isdigerdes II (r. 438–457) ordenou que eles apostatassem e se convertessem ao zoroastrismo. Sob a liderança de Vardanes II, se revoltaram, mas foram derrotados em junho (ou 26 de maio) de 451 na Batalha de Avarair; a maioria dos nacarares que participaram da revolta foram então deportados à capital persa de Ctesifonte. Após Avarair, os armênios foram constantemente chamados pelos persas para expedições militares distantes e foram obrigados a aceitar o crescente poder dos apóstatas. No contexto, receberam bem o apelo da revolta de Vactangue I (r. 447–522), que sublevou contra os persas.

## Batalha e rescaldo

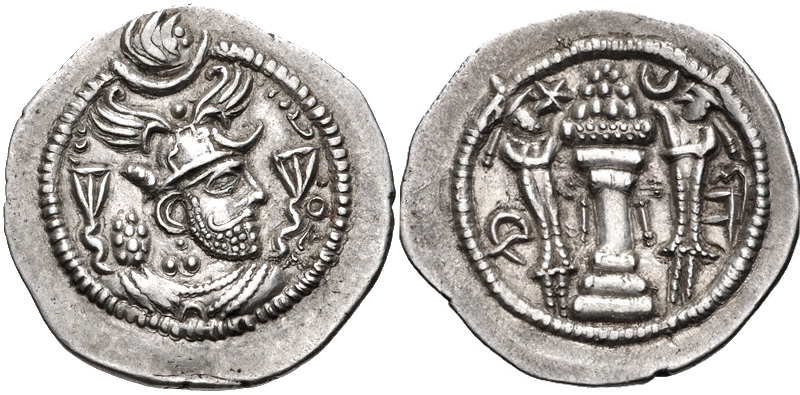
Dracma de r.

Desde 481, Vaanes I aceitou apoiar a revolta de Vactangue contra o xainxá Perozes I (r. 459–484). No verão de 483, ao tomar ciência dos sucessos obtidos contra os iranianos no fronte ocidental, avançou à fronteira de Astianena e então seguiu para Erez, em Asmúnia, onde acampou por dois dias. Gideão Siuni, aliado do general e marzobã Sapor Mirranes, o convenceu a perseguir Vaanes. Ao alegadamente ouvir uma profecia segundo a qual Gideão seria morto por Vaanes e seus soldados, Sapor decidiu continuar sua marcha sozinho e acampou junto a um rio próximo de Erez. No interim, Vaanes convenceu os erezitas a cooperarem com sua causa. À noite, avançou ao acampamento inimigo, cercando o local da batalha com erezitas segurando escudos. Seus soldados lançaram uma chuva de flechas contra os iranianos, causando desordem. Tumultuados e em pânico, os soldados de Sapor pisotearam uns aos outros, aumentando suas baixas. Vaanes seguiu marcha à fortaleza de Olim, enquanto Sapor fez os preparativos para continuar sua perseguição, apesar da derrota.